# Туркменский горный баран
Туркменский горный баран, или туркменский баран, или устюртский муфлон, или устюртский баран, или устюртский уриал (лат. Ovis cycloceros) — парнокопытное млекопитающее из семейства полорогих, иногда считается подвидом уриала. Занесён в Красную книгу Казахстана. Распространён в Казахстане, Узбекистане и Туркменистане.
Точная численность популяции не установлена, но, вероятно, она быстро убывает по сравнению с зафиксированным в начале 1990-х годов количеством в 6 тысяч голов.